# 폰지 사기

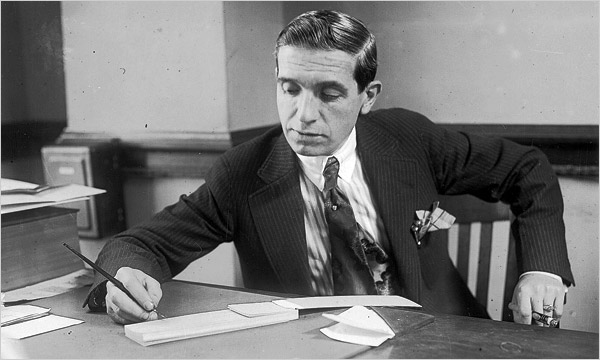
찰스 폰지, 1920

폰지 사기(영어: Ponzi scheme) 또는 폰지 게임(ponzi game)이란 투자 사기 수법의 하나로 실제 아무런 이윤 창출 없이 투자자들이 투자한 돈을 이용해 투자자들에게 수익을 지급하는 방식이다. 폰지 사기는 대부분 신규 투자자들을 끌어들이기 위해 보통의 정상적인 투자가 보장할 수 없는 고수익을 단기간에 매우 안정적으로 보장해준다고 광고한다. 이는 계속해서 기존 보다 훨씬 더 많은 투자금이 지속적으로 유입되지 않으면 지속이 불가능한 투자 형태이다. 즉, 간단하게 말하자면 새로운 투자자 돈으로 기존의 투자자 배당을 지급하는, 소위 아랫돌 빼어 윗돌 괴는 식의 메커니즘이라고 볼 수 있다. 그러나 이러한 사업 구조는 유입되는 자금이 지급해야할 액수에 결국 모자랄 수밖에 없어 언젠가는 무너질 수밖에 없다. 대부분 폰지 사기는 무너지기 전 사법 당국에 의해 포착되는데 사기의 규모가 클수록 적발이 더 쉬워진다. 하지만 2009년 발생한 메이도프 사건은 금융계의 거물이 자신의 사회적 입지나 권위를 이용하여 폰지 사기를 시도한 경우 이를 발견하기까지 오랜 시간이 걸릴 수 있으며, 썩을대로 썩은 뒤 그 시스템이 갑작스레 무너졌을 경우 이러한 여파가 전체 금융 시장에 미치는 악영향이 엄청날 수 있음을 실제로 보여주는 사례로 기억되고 있다.
이러한 형태의 사기는 1920년대 초반 이를 최초로 저지른 찰스 폰지(Charles Ponzi)의 이름을 따서 폰지 사기라고 불린다. 찰스 폰지는 1903년 미국으로 온 이탈리아 출신 이민자이다. 찰스 폰지가 폰지 사기의 최초 고안자는 아닌 것으로 생각되나 그의 사기 규모가 상대적으로 거대해 미국내 전국적인 관심을 끈 첫 사례이다. (찰스 디킨스의 1857년 소설 Little Dorrit에 이러한 형태의 사기 수법이 등장한다.) 그는 우표와 국제회신우표권 차익을 이용해 수익을 낼 수 있다고 처음 투자자를 모집한 뒤 곧 신규 투자자들의 투자금을 기존 투자자들과 본인의 수익금으로 사용하기 시작했다.

## 같이 보기
- 폰지 사기 목록
- 다단계 마케팅
- 피라미드 사기
- 버나드 매이도프
- 매트릭스 사기(영어판)